# 全日本スーパーフォーミュラ・ライツ選手権
全日本スーパーフォーミュラ・ライツ選手権（ぜんにほんスーパーフォーミュラ・ライツせんしゅけん）は、2020年より日本国内で行われている、フォーミュラカーによる自動車競技シリーズ。運営母体は一般社団法人SFLアソシエーション（旧・日本フォーミュラスリー協会）。

## 概要
日本国内では、2019年まで若手ドライバー育成カテゴリーとして、国際自動車連盟（FIA）のフォーミュラ3（F3）規定に沿った「全日本F3選手権」が開催されていた。しかし、2010年代後半に入りFIAがF3に対する改革を相次いで行った結果、F3はFIA直轄カテゴリーの「FIA F3」、並びに特定の地域・国のみで争われる「フォーミュラ・リージョナル」の2種類に再編されることとなり、これまで全日本F3がマルチメイクであったことに対しどちらもシャシー及びエンジンがワンメイクであることが必須要件となったことや、リージョナルF3ではダウンフォースや速度が従来より減少し主要なステップアップ先であるスーパーフォーミュラ（SF）との差異が大きくなることから、従来全日本F3を運営していた日本フォーミュラスリー協会では、この要件を受け入れずシリーズを終了し、エンジンについてマルチメイクを維持するなど2019年までの全日本F3のレギュレーションを踏襲したシリーズの開催を計画。日本でSFを運営する日本レースプロモーション（JRP）等の協力を得て、SFの下位カテゴリーとして「スーパーフォーミュラ・ライツ」の名称を冠したシリーズを発足することになった。
初年度の2020年は6大会16レースの開催を予定。全戦をスーパーフォーミュラのイベントで行うため従来の全日本F3よりもレース数等が減少する形となるが、専有走行の時間を増やすなどドライバーの育成に必要なマイレージを従来通り確保できるようにするとしている。シリーズチャンピオンには、シーズン終了後に行われるSFのルーキーテストへの参加権が与えられる予定。一方で従来存在していた「Nクラス」等の下級クラスは実施されていないが、2019年に全日本F3に加わった「マスタークラス」については引き続き設けられている。

## マシン
シャシーはイタリアのダラーラ社が供給する「ダラーラ・320」のワンメイク。元々はFIA F3(旧GP3)用に開発されたシャシーで、従来全日本F3で使用されてきた同社のF312〜F317といった車両からモノコックを交換し、サスペンション等のパーツを引き継いだアップデートも可能だという。
エンジンは、2023年時点では従来の全日本F3同様に、2018年のFIA F3規定に準拠した2,000cc・直列4気筒自然吸気エンジンを搭載する。当初はマルチメイクを維持する方針を掲げ、一度撤退を発表したスリーボンド（東名エンジン）も結局供給継続となり、2021年時点ではトヨタ-トムス、フォルクスワーゲン（スピース）、東名エンジンの3者が供給を行っている。なお、戸田レーシングは2020年を最後に独自エンジンの使用を終了した。しかし2024年より、エンジンはトヨタ・GRヤリス用のG16E-GTSをベースとした、トムス製「TGE33」のワンメイクとなり、2023年6月よりテストが行われ、11月19日に正式に採用決定された。
タイヤは2022年までは全日本F3でもタイヤを供給していた横浜ゴム（ADVAN）が引き続き供給を行っていた。2023年からはハンコックタイヤへ変更されたが、同年3月にハンコックの工場で発生した火災の影響でタイヤ供給が困難となり、シーズン途中からは再び横浜ゴムの供給に戻される。2024年からはクムホタイヤが供給する。

## 歴代チャンピオン

### Cクラス（全日本選手権クラス）
- （）内は、所属チーム/シャーシコンストラクター・エンジンチューナー・エンジンメーカー。

| 年   | ドライバー                                                          | チーム                      | エンジンチューナー               |
| ---- | ------------------------------------------------------------------- | --------------------------- | -------------------------------- |
| 2020 | 宮田莉朋 （カローラ中京 Kuo TEAM TOM'S/ダラーラ・トムス・トヨタ）   | カローラ中京 Kuo TEAM TOM'S | トムス                           |
| 2021 | 名取鉄平 （B-MAX RACING TEAM/ダラーラ・SPIESS・フォルクスワーゲン） | B-MAX RACING TEAM           | Siegfried Spiess Motorenbau GmbH |
| 2022 | 小高一斗 （TOM'S/ダラーラ・トムス・トヨタ）                         | TOM'S                       | トムス                           |
| 2023 | 木村偉織 （B-MAX RACING TEAM/ダラーラ・SPIESS・フォルクスワーゲン） | B-MAX RACING TEAM           | Siegfried Spiess Motorenbau GmbH |
| 2024 | 小出峻 （B-MAX RACING TEAM/ダラーラ・トムス・トヨタ）               | TOM'S                       | ワンメイク化により廃止           |

### マスタークラス
- 40歳以上のジェントルマンドライバーと、女性ドライバーが対象
- （）内は所属チーム。

| 年   | ドライバー                     |
| ---- | ------------------------------ |
| 2020 | DRAGON （B-MAX ENGINEERING）   |
| 2021 | 今田信宏 （B-MAX ENGINEERING） |
| 2022 | 今田信宏 （B-MAX RACING TEAM） |
| 2023 | 今田信宏 （B-MAX RACING TEAM） |
| 2024 | DRAGON （TEAM DRAGON）         |